# Rue Brisemiche
La rue Brisemiche ou rue Brise-Miche est une voie, ancienne, située dans le 4e arrondissement de Paris, en France, dans le quartier administratif Saint-Merri. Elle fait partie du Marais.

## Situation et accès
La rue Brisemiche, d'une longueur de 160 mètres, est située dans le 4e arrondissement, quartier Saint-Merri, et commence au 10, rue du Cloître-Saint-Merri et finit au 23, rue Saint-Merri.
Les stations de métro les plus proches sont :
- Rambuteau (ligne 11) ;
- Châtelet (lignes 1, 4, 7, 11 et 14) ;
- Hôtel de Ville (lignes 1 et 11).

## Origine du nom

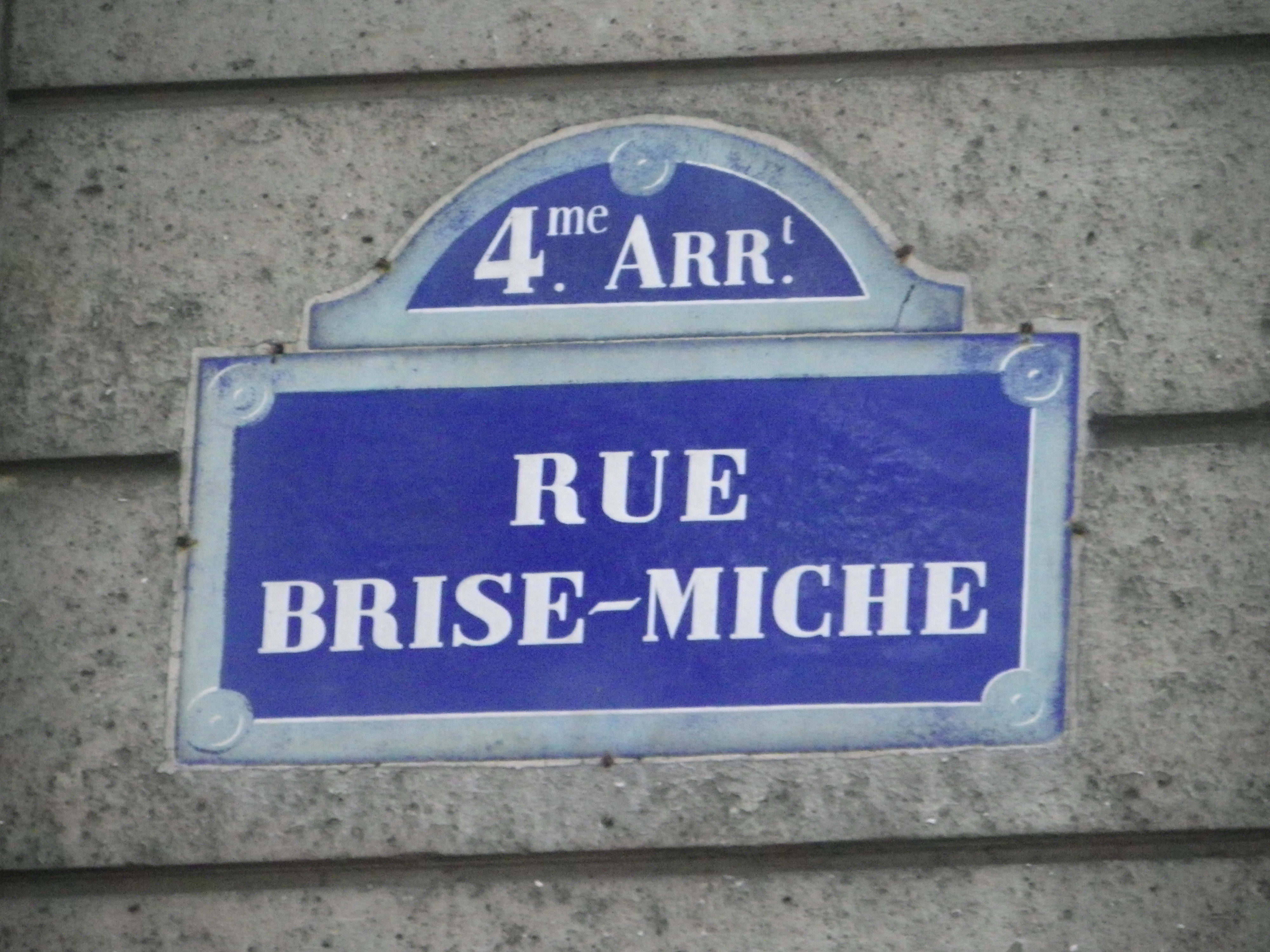
Plaque de la rue Brise-Miche à Paris.

La distribution des pains ou miches qu'on faisait suivant l'usage aux chanoines de la collégiale de Saint-Merri, lui a fait donner cette dénomination. L'ancienne rue Taille-Pain, avec laquelle il ne faut pas la confondre, y aboutissait entre les numéros 1 et 3.

## Historique
En 1207, puis au cours du XIIIe siècle, cette voie est appelée vicus de Bay-le-Hoeu, « rue Baille-Heu », « rue Bailleheu », « rue Baillehoë » ou « rue Baille-Hoë ».
Vers 1273, elle devint « rue de la Bouclerie » ou « rue de la Petite Bouclerie » et, en 1512, « rue de la Baudroierie » ou « rue de la Baudrerie ». Cette voie faisait partie des rues où la prostitution était légale sous Saint-Louis ».
Elle est citée dans Le Dit des rues de Paris, de Guillot de Paris, sous le nom de « rue Baillehoe ».
La rue Brisemiche était au Moyen Âge une des mieux fournies en filles publiques. En 1387, le prévôt de Paris rendit une ordonnance qui chassait ces sortes de femmes de la rue Brisemiche à la requête du curé de Saint-Merri, et attendu l'indécence de leur domicile si près d'une église et d'un chapitre. Les bourgeois de cette rue et des rues voisines formèrent opposition à l'exécution de cette ordonnance, à l'effet de maintenir les femmes publiques dans l'ancienne possession où elles étaient de la rue Brisemiche, opposition qui fut admise par le parlement par arrêt du 21 janvier 1388.
Cette voie se trouvait dans le cloître Saint-Merri, un enclos de maisons appartenant au chapitre de Saint-Merri, fermé jusqu'au XVIe siècle. La rue doit sa dénomination aux pains que l'on distribuait aux chanoines de la collégiale Saint-Merri.
En 1560, le tronçon entre les rues Maubuée et Neuve-Saint-Merri prend le nom de « rue du Poirier ».
La prostitution était la spécialité de cette rue et de sa voisine, la rue Taillepain (d'où leur surnom commun de rue « Baille-Hoë » : « qui donne joie »), malgré les plaintes du curé de l'église Saint-Merri. Le curé obtient du prévôt l'expulsion des ribaudes (ordonnance de 1387), mais les habitants de la rue, dont les commerces souffraient de désertification, obtinrent le retour de ces dames (arrêt du Parlement du 21 janvier 1388).
Une décision ministérielle du 13 vendémiaire an X (5 octobre 1801) signée Chaptal fixe la moindre largeur de cette voie publique à 6 mètres. Cette largeur est portée à 10 mètres, en vertu d'une ordonnance royale du 22 mai.
Au XIXe siècle, la rue Brisemiche, d'une longueur de 78 mètres, qui était située dans l'ancien 7e arrondissement, quartier Sainte-Avoye, commençait aux 12-14, rue du Cloître-Saint-Merri et  finissait aux 31-33, rue Neuve-Saint-Merri.
Les numéros de la rue étaient noirs. Le dernier numéro impair était le no 3 et le dernier numéro pair était le no 10.
L'élargissement de la rue Brisemiche, en 1911, a fait disparaitre la rue Taillepain.
Par arrêté du 13 août 1971, la partie qui s'étendait entre les rues Saint-Merri et Simon-le-Franc a été supprimée en 1972 pour la réalisation du Centre national d'art et de culture Georges-Pompidou.
La place Igor-Stravinsky avec sa fontaine, datant de 1981, borde tout le côté ouest de la rue.

## Bâtiments remarquables et lieux de mémoire
- Jeudi 21 novembre 1963, le gardien de la paix Hubert Odin, 24 ans, est abattu par un truand, Jean-Jacques Casanova, 30 ans, lequel venait avec deux complices de dérober sous la menace d'une arme de poing la recette hebdomadaire d'un comptable d'une société d'entretien qui la transportait jusqu'à sa banque. Rattrapé à l'angle de la rue Saint-Merri, il a tiré à trois reprises sur le policier qui tentait de le ceinturer. Casanova fut condamné à la perpétuité en 1968[8].

## Iconographie
- Musée Carnavalet, La rue Brisemiche, lithographie de Gaston Prost, 1912[9].

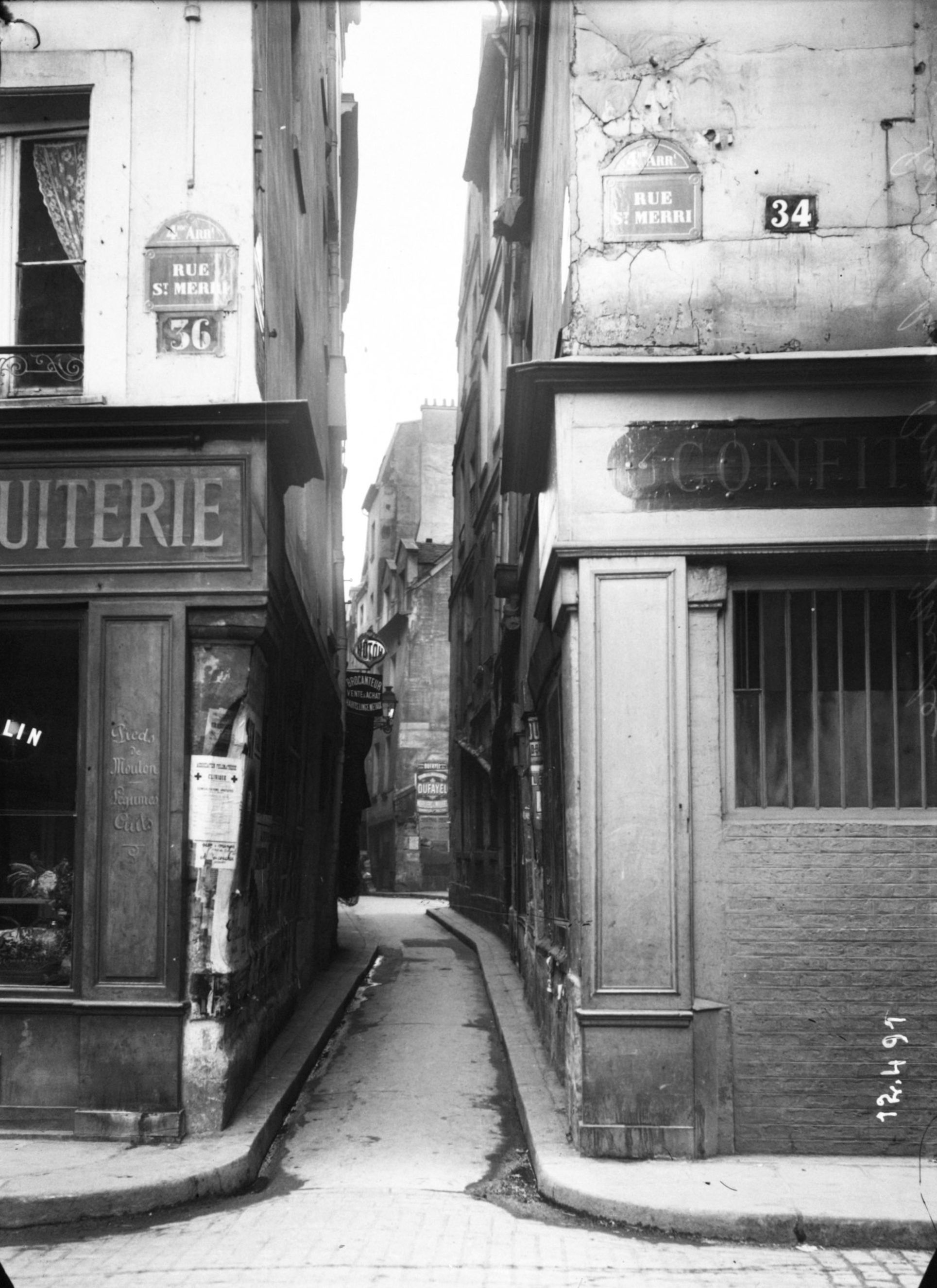
Rue Brisemiche et rue Saint-Merri, en 1911.